# مهر ۱۳۸۷
مهر ۱۳۸۷، هفتمین ماه سال ۱۳۸۷ هجری خورشیدی است.
آغاز آن دوشنبه، ۱ مهر ۱۳۸۷ برابر با ۲۲ سپتامبر ۲۰۰۸ میلادی است.